# Тарас Бульба (фільм, 2009)
«Тара́с Бу́льба» (рос. «Тарас Бульба») — російсько-українсько-польський історичний драматичний фільм 2009 р. режисера Володимира Бортка, знятий за мотивами однойменної повісті Миколи Гоголя.
Прем'єра у Росії та Україні відбулася 2 квітня на 200 річницю від народження Миколи Гоголя. Слоган — «Від кохання до ненависті».
22 грудня 2014 року Державне агентство України з питань кіно відмовило фільму у прокатному посвідченні за викривлення історичних подій, фальсифікацію та дискредитацію української національної ідеї та загальну антиукраїнську спрямованість.

## Сюжет
Україна, кінець XVI століття. Події фільму відбуваються у важкий період в історії козацтва, коли запорожці піднялися на боротьбу проти Речі Посполитої. У центрі подій опинилася родина поважного козака Тараса Бульби, який переживає глибоку особисту драму. Його син Андрій покохав дівчину з протилежного табору — польську аристократку і виступив з шаблею проти батька і всього козацтва. Тарас, який розривається між почуттями та обов'язком, оголошує синові останню батьківську волю…

## У ролях
- Богдан Ступка — Тарас Бульба
- Ігор Петренко — Андрій
- Володимир Вдовиченков — Остап
- Магда Мельцаж — Ельжбета
- Володимир Ільїн — старий кошовий
- Юрій Беляєв — новий кошовий
- Михайло Боярський — Мосій Шило
- Ада Роговцева — дружина Тараса Бульби
- Борис Хмельницький — Бородатий
- Петро Зайченко — Метелиця
- Сергій Дрейден — Янкель
- Олександр Дедюшко — Кукубенко

## Знімальна група
- Автор сценарію: Володимир Бортко
- Режисер: Володимир Бортко
- Продюсери: Антон Златопольский, Рубен Дишдишян
- Виконавчий продюсер: Олександр Потьомкін
- Оператор-постановник: Дмитро Масс
- Художники-постановщики: Сергій Якутович, Володимир Свєтозаров, Марина Николаєва
- Композитор: Ігор Корнелюк
- Постановка трюків: Нік Павелл

## Зйомки
Зйомки фільму проходили в Росії (на кіностудії «Ленфільм»), в Україні (острів Хортиця в Запоріжжі, Бахчисарай, Кам'янець-Подільський, Київ, Хотин та ін.), в Польщі (Варшава); розпочавшись в лютому 2007 р., вони тривали дев'ять місяців. Батальні сцени, яких у фільмі налічується п'ять, знімалися в основному в Кам'янці-Подільському та Хотині. В окремих сценах фільму брали участь понад 1000 учасників масових зйомок, 150 коней і близько 100 каскадерів.
Сцени штурму польської фортеці знімалися в старому замку Кам'янця-Подільського.
Оскільки замок в місті Дубно в XVIII сторіччі був сильно перебудований і втратив свій «середньовічний вигляд», замість нього знімався знаменитий Хотинський замок XV століття.
Одним з консультантів фільму став голлівудський продюсер Нік Павелл, який працював над фільмом «Хоробре серце».

## Касові збори
У російському прокаті фільм зібрав $ 17 040 803 та $ 2 500 000 — в українському прокаті. Фільм став найкасовішою екранізацією української класики.

## Нагороди
- Комуністична партія України (президіум ЦК КПУ): Премія ім. В. I. Леніна Володимиру Бортку «За високохудожне втілення у кіномистецтві ідеалів дружби українського і російського народів, пропаганду спільної історичної та культурної спадщини у фільмі „Тарас Бульба“». 22 квітня 2009 р.
- XVII фестиваль «Виват, кино России!»: гран-прі «Приз глядацьких симпатій»; Приз «За найкращу чоловічу роль» актору Ігорю Петренку.
- XVIII міжнародний кінофорум «Золотий вітязь». Липецьк, 31 травня 2009. Гран-прі «За натхненну екранізацію повісті Гоголя Тарас Бульба». Диплом «За головну чоловічу роль» Богдану Ступці. Диплом «За найкращу чоловічу роль другого плану» Сергію Дрейдену.
- Всеросійський акторський КФ «Сузір'я» у Твері 2009 р. Приз «За найкращу епізодичну роль» артисту Лесю Сердюку у фільмі «Тарас Бульба».
- «Гран-прі» на VII МКФ Фестивалі військового кіно ім. Ю. Н. Озерова. Ростов-на-Дону 27 жовтня 2009 р.; Приз «За найкращу чоловічу роль» Богдану Ступці на VII МКФ Фестивалі військового кіно ім. Ю. Н. Озерова. Ростов-на-Дону 27 жовтня 2009 р. (ProfiCinema.ru)
- Премія «Золотий Орел» за 2009 у категоріях: «За найкращу чоловічу роль» Богдану Ступці, «За найкращу роботу художника-постановника», «За найкращу роботу художника по костюмам».
- Премія «Блокбастер» — боксофіс 17,04 млн $ та лідер продаж DVD. (03.02.2010 р. «Наш фильм.ру», «Труд»)
- «Золота медаль» найкращому режисеру 2009 року — Володимиру Бортку; «Золота медаль» найкращому кінокомпозитору 2009 року — Ігорю Корнелюку за фільм «Тарас Бульба» Петербургська федерація кінопреси (КП 29.06.2010)
- «Золотий Прометей» за найкращий трюковий худ. фільм «Тарас Бульба» (реж. Володимир Бортко) на Московському Міжнародному фестивалі трюкового мистецтва «Прометей — 2010». (Кинобред 02.09.2010)

## Розширена міні-серіальна версія
Хоча у 2008 році режисер стрічки Бортко й обіцяв, що творці не планують створювати на додачу то повнометражної кінопрокатної версії також і міні-серіальну версію, творці все ж створили у 2009 році, на додачу до повнометражної кінопрокатної версії, також і розширену 150 хвилинну (3 серії по 50 хв.) міні-серіальну версію.

## Критика
Рейтинг фільму на Кинопоиск.ru — 6,5/10, IMDb — 5,7/10.
Фільм отримав прохолодну або негативну оцінку критиків та глядачів в Україні, Росії і Польщі.
У той же час, він був схвально сприйнятий у російських шовіністичних колах, лідер ЛДПР Володимир Жириновський назвав його «найкращим фільмом десятиліття».
В самій Росії цей фільм був названий «православним мейнстримом» — з негативним присмаком цього значення. Наприклад, це зробив публічно, на одному з своїх концертів російський письменник-сатирик Михайло Задорнов.
Фільм був неодноразово спародійований в гумористичних програмах «Велика різниця» та «Пороблено в Україні».
На основі відірваності від історичної правди деякі критики визначають жанр фільму як фентезі.

## Заборона до показу та поширення в Україні
У грудні 2014 року Державне агентство України з питань кіно заборонило до показу та поширення в Україні деякі російські фільми, зокрема і екранізацію «Тарас Бульба». Як ідеться у повідомленні відомства, «фільм „Тарас Бульба“ викривляє історичні події, фальсифікує і дискредитує українську національну ідею, і загалом є кричуще антиукраїнським, ставить під сумнів саме існування українського народу. Варто відзначити, що Володимир Бортко екранізував саме другу версію однойменної повісті Миколи Гоголя, створену на вимогу російського царату, де суттєво зміщені акценти на Русь і російське, а Україна та українське майже відсутні».